# گرینلند هلدینگ

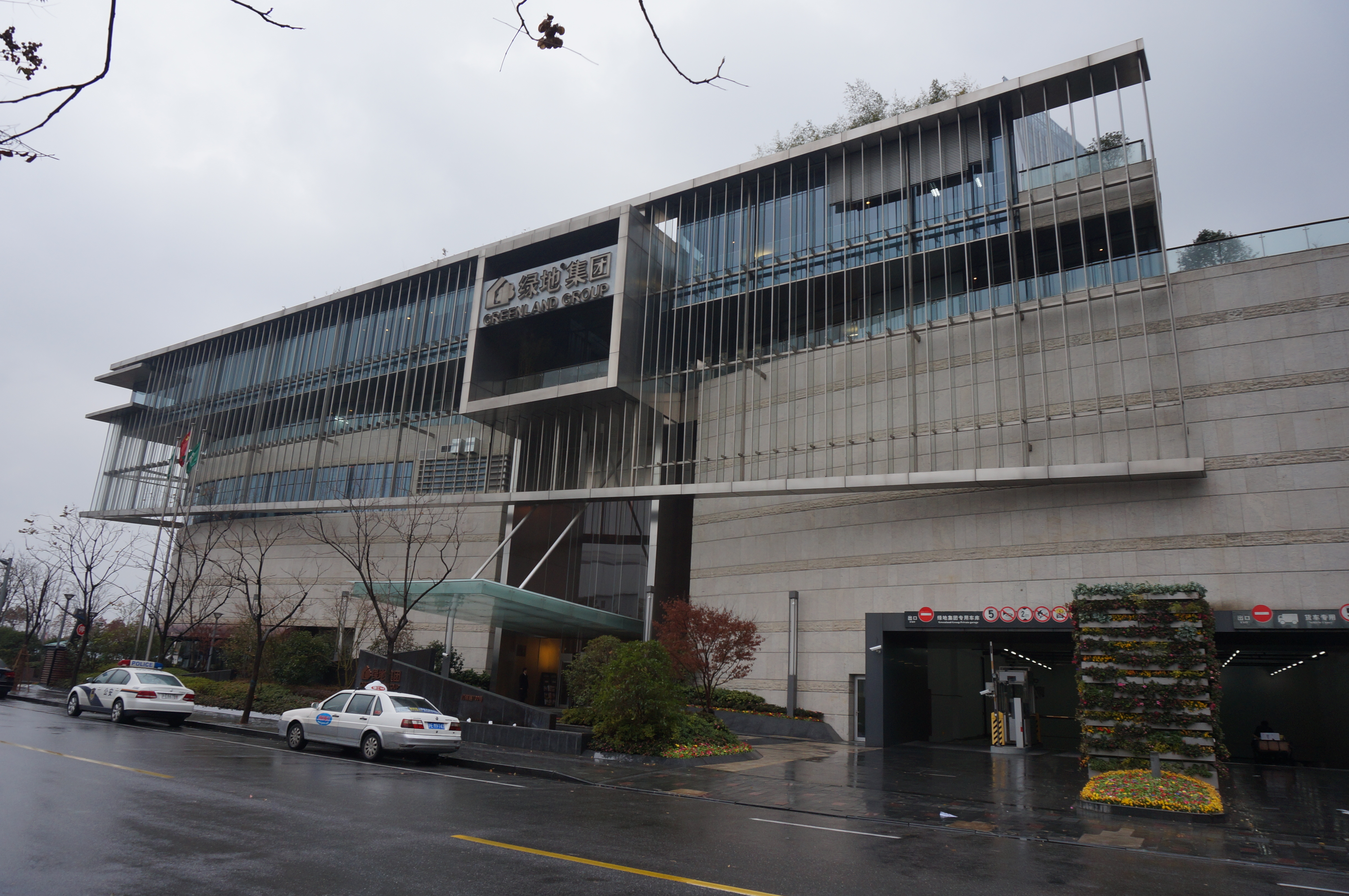
ساختمان گرینلند هلدینگ در شانگهای - ۲۰۱۴

گرینلند هلدینگ (انگلیسی: Greenland Holdings) شرکت املاک چینی است، که در سال ۱۹۹۲ تأسیس شد.